# 누각동천
누각동천(樓閣洞川)은 인왕산 동쪽에서 발원하여 옥인동 171-1번지 앞에서 옥류동천으로 합류는 하천이다. 현재는 계곡수가 유입되는 상류부를 제외하고 대부분 복개되어, 옥인3길 등의 도로로 쓰이고 있다. 준천사실에는 누각동하류(樓閣洞下流)로, 동국여지비고에는 누각동수(樓閣洞水)로 되어 있고, 한경지략에는 누락되어 있다.

## 연혁
- 1925년 : 누각동천의 일부 구간을 복개하는 제2기 하수도개수계획이 수립됨.[2]